# Mahfoud Ali Beiba
Mahfoud Ali Beiba, né en 1953 dans la région de Saguia el-Hamra et mort le 2 juillet 2010, est un homme politique sahraoui, membre du Front Polisario.

## Biographie
En 1976, il est brièvement secrétaire général du Front Polisario, après la mort d'El-Ouali Moustapha Sayed ; il est remplacé à ce poste par Mohamed Abdelaziz, qui l'occupe toujours. Il occupe ensuite plusieurs postes de direction dans le Front Polisario et la République arabe sahraouie démocratique. Il est premier ministre de 1982 à 1985, puis de 1995 à 1999 ; son gouvernement est alors renversé par une motion de censure du Conseil national sahraoui. Il est alors remplacé par Bouchraya Hamoudy Beyoune, qui le nomme ministre des territoires occupés. Depuis 2003, Mahfoud Ali Beiba était président du CNS. 
Il vivait à Tindouf (Algérie) depuis 1975. Il est mort le 2 juillet 2010, à la suite d'une crise cardiaque.